# Антоновка (Варашский район)
Анто́новка (укр. Антонівка) — село, центр Антоновской сельской общины Варашского района Ровненской области Украины.
До 2020 года входило во Владимирецкий район.
Население по переписи 2001 года составляло 1394 человека. Почтовый индекс — 34380. Телефонный код — 3634. Код КОАТУУ — 5620880301.